# Sexual Feeling
Sexual Feeling è il secondo singolo estratto dall'album Bad Girl della cantautrice e ballerina statunitense La Toya Jackson. Fu pubblicato nel 1990.

## Descrizione
La canzone fu registrata a Milano ad aprile 1990. Il suo manager, Jack Gordon, fu contattato dai produttori Franco e Claudio Donato che volevano La Toya per un brano sexy "gemiti e mugolii".
Nel singolo originale furono inclusi tre remix della canzone. La "Rapsody Version" includeva un rap di La Toya e la "Vocal Version" fu usata come traccia sull'album Bad Girl, uscito nel 1991 con l'etichetta Sherman Records. La versione "Sex Vocal" è invece a cappella.
Il remix "La Toya" fu prodotto da Quincy Lizer e uscì come singolo nel 1990 in Italia e nei Paesi Bassi.

## Tracce
Singolo originale
1. Sexual Feeling (Vocal Version) – 5:30
2. Sexual Feeling (Rapsody Version) – 5:30
3. Sexual Feeling (Sex Vocal) – 4:00

CD remix "LaToya"
1. Sexual Feeling ("La Toya" Remix - Radio Version) – 3:28
2. Sexual Feeling ("La Toya" Remix) – 6:03
3. Sexual Feeling ("La Toya" Remix - Instrumental) – 5:16
4. Sexual Feeling ("La Toya" Remix - Acapella) – 2:28